# Philippe Gondet
Philippe Gondet (Blois, 17 de maio de 1942 – 21 de janeiro de 2018) foi um futebolista francês que atuou como atacante.
Integrou o Nantes a maior parte de sua carreira, onde sagrou-se campeão nacional francês duas vezes consecutivas, temporadas 1964–65 e 1965–66. Defendeu ainda o Paris-Joinville, Red Star e Caen.
Gondet competiu na Copa do Mundo FIFA de 1966, na qual a seleção de seu país terminou na 13º colocação dentre os 16 participantes.

## Títulos
Nantes
- Campeonato Francês: 1964–65, 1965–66